# Chaabane Zerouk
Chaabane Zerouk (en arabe : شعبان زروق ; en berbère : ⵛⴰⴰⴱⴰⵏⴻ ⵣⵔⵓⵇ), né le 11 février 1955 à Soumaa (Blida), est un magistrat et homme politique algérien. Il exerce actuellement en tant que notaire et médiateur judiciaire à Blida depuis 2011.

## Biographie
Chaabane Zerouk naît le 11 février 1955 à Soumaa, dans la région de Blida, en Algérie. Il est diplômé de l'Institut National de la Productivité et du Développement Industriel (INPED) de Boumerdès et de l'École nationale d'administration ; il sort major de la section judiciaire de la 13e promotion en 1980, baptisée du nom de Malek Bennabi.

## Parcours politique
Chaabane Zerouk entame sa carrière en tant que magistrat à la Cour des comptes de l'Algérie, où il exerce de 1980 à 1988. Pendant son service national, de 1982 à 1984, il assume la fonction de juge d'instruction militaire au tribunal militaire d'Ouargla.
Entre 1991 et 1994, Chaabane Zerouk est Directeur général de l'administration pénitentiaire au ministère de la Justice algérien. En 1996, il est nommé chef de cabinet du chef du gouvernement (gouvernements Ouyahia I et Ouyahia II), par décret exécutif publié au Journal officiel le 7 janvier 1996.
Par la suite, il occupe le poste de magistrat-conseiller à la Cour suprême, avec le grade de 1er président de la Cour suprême, de 2000 à 2002. Après cette période, il exerce en tant qu'avocat agréé à la Cour suprême et au Conseil d'État pendant 5 ans, de 2005 à 2010.
Actuellement, Zerouk occupe les fonctions de notaire et médiateur judiciaire. Il a été admis d'office dans ces fonctions en raison de son expérience en tant que magistrat conseiller à la Cour suprême.

## Autres fonctions
- Avocat agréé à la Cour suprême et au Conseil d'État.
- Membre du congrès des notaires de France.
- Membre du conseil supérieur de la magistrature.
- Rapporteur de la commission nationale indépendante de l'élection présidentielle de 1995.
- Membre de l'Assemblée populaire de wilaya de Blida en 2002.

Zerouk Chaabane se présente comme candidat à l'élection présidentielle algérienne de 2019, ayant déposé son dossier au Conseil constitutionnel avec 81 110 signatures collectées dans trente-deux wilayas du pays. Cependant, à la suite de l'annulation de ces élections, Zerouk entreprend des démarches judiciaires en intentant des poursuites contre le président de la République, Abdelaziz Bouteflika. Il dépose une requête devant le Conseil d'État, accusant le président d'abus de pouvoir et de violations constitutionnelles, notamment en usurpant la souveraineté du peuple et en prolongeant indéfiniment son mandat.